# Frankrikes damlandslag i rugby union

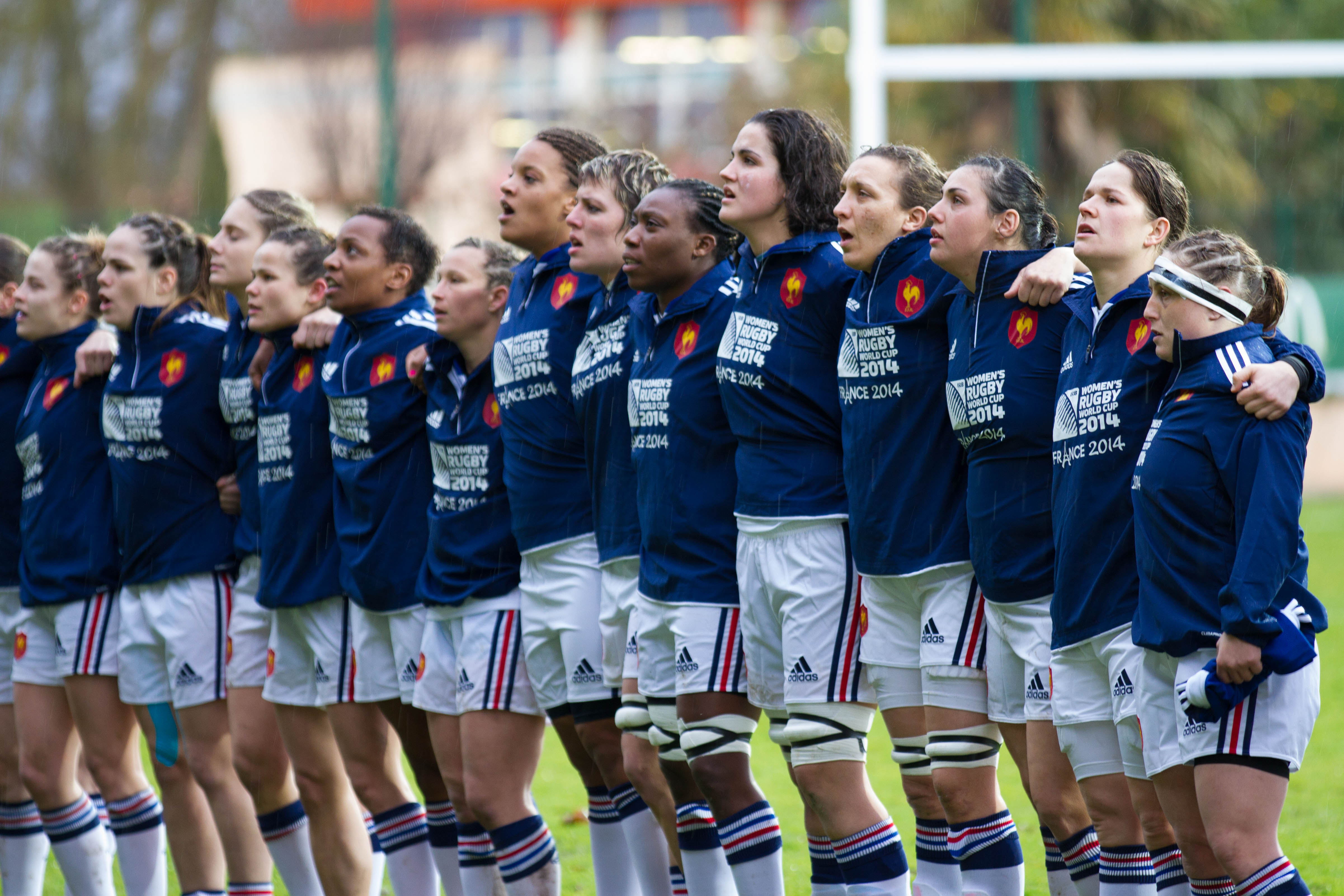
Frankrikes landslag 2014.

Frankrikes damlandslag i rugby union representerar Frankrike i rugby union på damsidan. Laget har varit med i alla åtta världsmästerskap som har spelats hittills och har blivit bronsmedaljör sex gånger, detta skedde vid världsmästerskapen 1991,1994, 2002, 2006, 2014 och 2017.